# ساليوت 7 (مركبة فضائية)
ساليوت 7 (بالروسية: Салют-7)‏ (بالإنجليزية: Salute 7)‏ محطة فضائية كانت عاملة في الخدمة من أبريل 1982 إلى فبراير 1991 في مدار أرضي منخفض. تم تشغيلها لأول مرة في مايو 1982 بواسطة طاقمين من رواد الفضاء على متن مركبة سويوز T-5، وآخر مرة تمت زيارتها من قبل رواد الفضاء كانت في يونيو 1986 بواسطة مركبة سويوز T-15 . استُعين بالعديد من الطواقم والوحدات طوال فترة عملها، وشمل استخدامها 12 عملية إطلاق مأهولة و 15 عملية إطلاق غير مأهولة.
كانت المحطة جزء من برنامج ساليوت السوفيتي (وهو أول برنامج سوفيتي لإطلاق مركبات فضائية)، وأُطلقت إلى الفضاء في 19 أبريل 1982 على متن صاروخ بروتون من الموقع 200/40 في ميناء بايكونور الفضائي في الاتحاد السوفيتي. كانت ساليوت 7 جزءًا من عملية التحول من استخدام المحطات الفضائية «المتجانسة» إلى المحطات الفضائية «المعيارية» (أي المحطات التي يمكن توسعتها)، حيث كانت ساليوت 7 بمثابة محطة لاختبار عمليات إضافة القطع إلى محطة الفضاء وتوسيعها. ساليوت 7 أيضا هي المحطة الفضائية الأخيرة لبرنامج ساليوت، واستبدلت لاحقًا بالمحطة مير.

## وصف المحطة
كانت ساليوت 7 هي المركبة الاحتياطية لـساليوت 6 وهما متشابهتان جدًا في المعدات والقدرات. وعندما تأخر إطلاق محطة مير، تقرر إطلاق المركبة الاحتياطية باسم ساليوت 7.
وفي مدارها حول الأرض، عانت المحطة من عيوب ومشاكل فنية، وشهدت المحطة مع الوقت تحسنا في مقدار الحمولة الصافية نتيجة لزيارة طواقم مركبات بروغروس وسويوز لها، وبسبب الخبرة العالية لطاقمها الذين أوجدوا العديد من الحلول للمشاكل التي تعرضت لها المحطة (مثل تمزق خط الوقود في سبتمبر 1983 والذي تتطلب الخروج من المحطة بواسطة مركبة سويوز T-10 لإصلاحه). لقد ظلت المحطة تتحرك في مدارها لمدة ثماني سنوات وعشرة أشهر (وهو رقم قياسي تجاوز رقم دوران محطة مير في الفضاء)، وخلال هذه الفترة زارالمحطة عشرة من الطواقم التي تألفت من ست بعثات رئيسية وأربع رحلات ثانوية (بما في ذلك رواد الفضاء الفرنسيون والهنود). زارت رائدة الفضاء الروسية سفيتلانا سافيتسكايا محطة ساليوت 7 مرتين، مما جعلها ثاني امرأة تصعد إلى الفضاء منذ عام 1963، وأول امرأة تقوم بعملية إصلاح لعطل خارج المحطة، قامت خلالها بعملية قطع ولحام معدن مع زميلها فلاديمير دانيبيكوف. وبغض النظر عن العديد من التجارب والملاحظات التي أُجريت على ساليوت 7، قامت المحطة أيضا باختبار لعملية التحام وحدات المركبات مع المحطة نفسها واختبار آخر لاستخدام وحدات كبيرة الحجم والتحامها مع محطة فضائية مدارية. كانت هذه الوحدات تسمى «وحدات كوزموس الثقيلة» على الرغم من أنها في الواقع كانت مخصصة للالتحام مع محطة ألماز الفضائية الملغاة. وقد ساعدت هذه الوحدات المهندسين على تطوير التكنولوجيا اللازمة لبناء مير.

## نهاية الخدمة
آخر مرة كانت فيها محطة ساليوت 7 مأهولة بالبشر كانت في عام 1986 من قِبل طاقم سويوز T-15، الذي قام بنقل معدات من المحطة إلى المحطة الفضائية الجديدة مير. وبين 19 و 22 أغسطس 1986، قامت محركات مركبة كوزموس 1686 التي كانت متصلة مع محطة ساليوت 7 بدفع المحطة إلى ارتفاع مداري متوسط يبلغ 475 كم لكي يتم منعها من السقوط والدخول في الغلاف الجوي للأرض حتى عام 1994. كما كانت هناك خطة لإعادتها إلى الأرض لاحقا بواسطة مكوك بوران.
ولكن في أواخر الثمانينيات وأوائل التسعينيات من القرن الماضي إزداد النشاط الشمسي بشكل غير متوقع، مما أدى إلى زيادة قوى الجر الجوي (التي تشبه تأثير الرياح الشمسية) على المحطة وسرّع من هبوطها المداري بإتجاه الأرض. ونتيجة لذلك تعرضت المحطة في 7 فبراير 1991 لهبوط خرج عن السيطرة عندما كانت تحلق فوق بلدة كابيتان بيرموديز في الأرجنتين وتجاوزت نقطة الدخول إلى الغلاف الجوي التي حُددت مسبقا، وأدى ذلك إلى تناثر حطامها لحسن الحظ في أجزاء غير مأهولة من جنوب المحيط الهادئ.